# Jean-Charles-Nicolas Brachard
Pour les articles homonymes, voir Brachard.
Jean-Charles-Nicolas Brachard, né en 1766 et mort le 11 novembre 1846 à Paris, est un sculpteur français. 

## Biographie
Jean-Charles-Nicolas Brachard est né en 1766. Fils de Nicolas Brachard, il travaille à la Manufacture de Sèvres de 1782 à 1824. Un frère plus jeune que lui, Alexandre Brachard, fut aussi employé à Sèvres de 1784 à 1827.
Jean-Charles-Nicolas  Brachard meurt le 11 novembre 1846 dans l'ancien 6e arrondissement de Paris. 